# Фатерштеттен
Фатерштеттен (нім. Vaterstetten) — громада в Німеччині, розташована в землі Баварія. Підпорядковується адміністративному округу Верхня Баварія. Входить до складу району Еберсберг.
Площа — 34,18 км2. Населення становить 24 789 ос. (станом на 31 грудня 2020).